# Charadrius

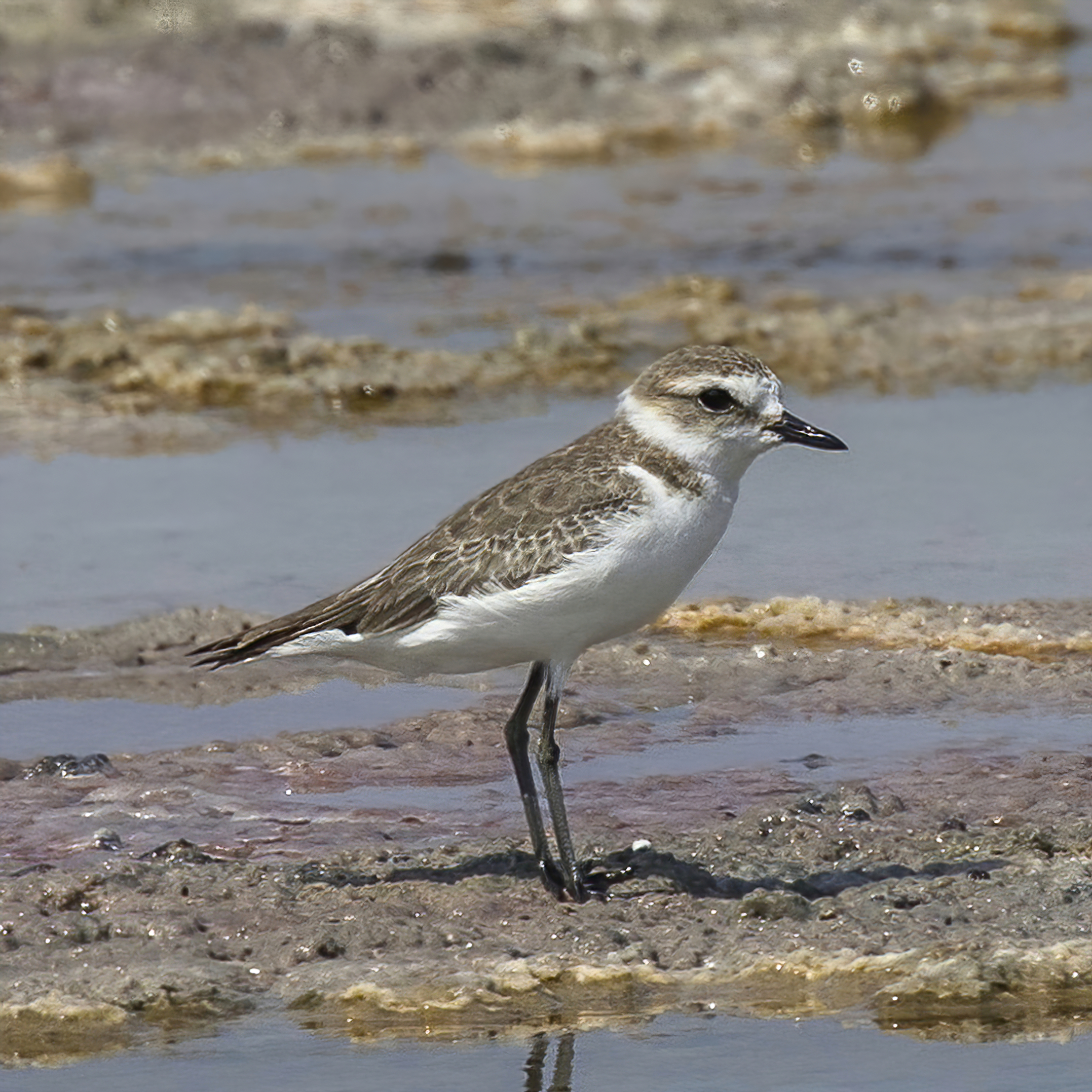
Széki lile (Charadrius alexandrinus)

A Charadrius a madarak osztályának lilealakúak (Charadriiformes) rendjébe a lilefélék (Charadriidae) családjába tartozó nem.

## Rendszerezésük
A nemet Carl von Linné svéd természettudós írta le 1758-ban, az alábbi fajok tartoznak ide:
- új-zélandi lile (Charadrius obscurus)
- parti lile (Charadrius hiaticula)
- kanadai lile (Charadrius semipalmatus)
- rövidcsőrű lile (Charadrius melodus)
- hosszúcsőrű lile (Charadrius placidus)
- kis lile (Charadrius dubius)
- Wilson-lile (Charadrius wilsonia)
- ékfarkú lile vagy hosszúfarkú lile (Charadrius vociferus)
- madagaszkári lile (Charadrius thoracicus)
- apró lile (Charadrius pecuarius)
- Szent Ilona-szigeti lile (Charadrius sanctaehelenae)
- szalagos lile (Charadrius tricollaris)
- kongói lile (Charadrius forbesi)
- széki lile (Charadrius alexandrinus)
- fehérarcú lile (Charadrius dealbatus)
- Charadrius nivosus
- jávai lile (Charadrius javanicus)
- fehérhomlokú lile (Charadrius marginatus)
- vörösfejű lile (Charadrius ruficapillus)
- pikkelyes lile (Charadrius peronii)
- fokföldi lile (Charadrius pallidus)
- galléros lile (Charadrius collaris)
- andesi lile (Charadrius alticola)
- maori lile (Charadrius bicinctus)
- falklandi lile (Charadrius falklandicus)
- tibeti lile (Charadrius mongolus)
- sivatagi lile (Charadrius leschenaultii)
- sztyeppi lile (Charadrius asiaticus)
- barnaszárnyú lile (Charadrius veredus)
- tűzföldi lile (Charadrius modestus)
- hegyi lile (Charadrius montanus)
- havasi lile (Charadrius morinellus vagy Eudromias morinellus)

Egy 2020 decemberében keletkezett tanulmány szerint a széki lile (Charadrius alexandrinus) egy újabb alfaja érdemelne faji szintű besorolást, a Charadrius alexandrinus seebohmi. Amennyiben ezt széles körben elfogadják, úgy az új faj a Charadrius seebohmi tudományos nevet kapja. A széki liléből lett leválasztva az amerikai alfaj Charadrius nivosus 2011-ben és a fehérarcú lile (Charadrius dealbatus) is.